# Liste der Bodendenkmäler in Berchtesgaden

Wappen von Berchtesgaden

Auf dieser Seite sind die Bodendenkmäler in dem oberbayerischen Markt Berchtesgaden zusammengestellt. Diese Tabelle ist eine Teilliste der Liste der Bodendenkmäler in Bayern. Grundlage ist die Bayerische Denkmalliste, die auf Basis des Bayerischen Denkmalschutzgesetzes vom 1. Oktober 1973 erstmals erstellt wurde und seither durch das Bayerische Landesamt für Denkmalpflege geführt wird. Die folgenden Angaben ersetzen nicht die rechtsverbindliche Auskunft der Denkmalschutzbehörde.

## Bodendenkmäler in Berchtesgaden

### Bodendenkmäler in der Gemarkung Au
| Lage                              | Objekt                                    | Akten-Nr.     | Bild |
| --------------------------------- | ----------------------------------------- | ------------- | ---- |
| Au Gmerk/Roßfeldstraße (Standort) | Bergbauareal und Siedlung der Latènezeit. | D-1-8344-0022 |      |
| Au Oberau, Neuhäusl (Standort)    | Siedlung der Latènezeit.                  | D-1-8344-0066 |      |

### Bodendenkmäler in der Gemarkung Berchtesgaden
| Lage                                                           | Objekt | Akten-Nr.     | Bild |
| -------------------------------------------------------------- | --- | ------------- | ---- |
| Berchtesgaden Fürstensteinweng (Standort)                      | Untertägige frühneuzeitliche Befunde im Bereich von Schloss Fürstenstein bei Berchtesgaden. | D-1-8343-0018 |      |
| Berchtesgaden Schloßplatz (Standort)                           | Stiftskirche St. Peter und Johannes der Täufer Untertägige mittelalterliche und frühneuzeitliche Befunde im Bereich der ehemalige Augustinerchorherrenstifts- und Katholischen Pfarrkirche St. Peter und Johannes in Berchtesgaden und ihrer Vorgängerbauten sowie den anschließenden Stiftsgebäuden (Königsschloss). | D-1-8344-0052 |      |
| Berchtesgaden Rathausplatz (Standort)                          | Ehemalige Stiftspfarrkirche St. Andreas Untertägige mittelalterliche und frühneuzeitliche Befunde im Bereich der Katholischen Kirche St. Andreas (ehemalige Stiftspfarrkirche) in Berchtesgaden und ihrer Vorgängerbauten mit zugehörigem Friedhof.                                                                   | D-1-8344-0053 |      |
| Berchtesgaden Franziskanerplatz (Standort)                     | Franziskanerkloster Berchtesgaden Untertägige spätmittelalterliche und frühneuzeitliche Befunde im Bereich der ehemalige Augustinerchorfrauenstifts- und Katholischen Franziskanerklosterkirche Unsere Liebe Frau am Anger in Berchtesgaden mit angeschlossenen Konventbauten.                                        | D-1-8344-0054 |      |
| Berchtesgaden Markt (Standort)                                 | Untertägige mittelalterliche und frühneuzeitliche Siedlungsteile der historischen Marktsiedlung Berchtesgaden. | D-1-8344-0055 |      |
| Berchtesgaden Schroffenbergallee, Schloss Adelsheim (Standort) | Schloss Adelsheim Untertägige frühneuzeitliche Befunde im Bereich von Schloss Adelsheim bei Berchtesgaden. | D-1-8344-0067 |      |
| Berchtesgaden Salinenplatz (Standort)                          | Untertägige frühneuzeitliche Befunde im Bereich der ehemalige Saline Frauenreuth in Berchtesgaden. | D-1-8344-0072 |      |

### Bodendenkmäler in der Gemarkung Maria Gern
| Lage                                            | Objekt | Akten-Nr.     | Bild |
| ----------------------------------------------- | --- | ------------- | ---- |
| Maria Gern (Standort)                           | Wallfahrtskirche Maria Gern Untertägige frühneuzeitliche Befunde im Bereich der Katholischen Wallfahrtskirche Maria Gern in Vordergern und ihres Vorgängerbaus. Siehe auch: | D-1-8344-0056 |      |
| Maria Gern Am Etzerschlössl 21–22 (Standort)    | Abgegangener Edelsitz der frühen Neuzeit (Etzerschlössl). | D-1-8344-0068 |      |
| Maria Gern Gerner Straße/Gerner Bach (Standort) | Abgegangene Mühle der frühen Neuzeit (Etzermühle). | D-1-8344-0069 |      |

### Bodendenkmäler in der Gemarkung Salzberg
| Lage                                | Objekt | Akten-Nr.     | Bild |
| ----------------------------------- | --- | ------------- | ---- |
| Salzberg Obersalzberg (Standort)    | Berghof (Obersalzberg) Untertägige Teile des sog. Berghofes (ab 1935/36), zuvor Anwesen Haus Wachenfeld.                                 | D-1-8344-0029 |      |
| Salzberg Locksteinstraße (Standort) | Hilgerkapelle Untertägige frühneuzeitliche Befunde im Bereich der Katholischen Kapelle St. Maria Dorfen (Hilgerkapell) in Berchtesgaden. | D-1-8344-0057 |      |